# Bräuteln

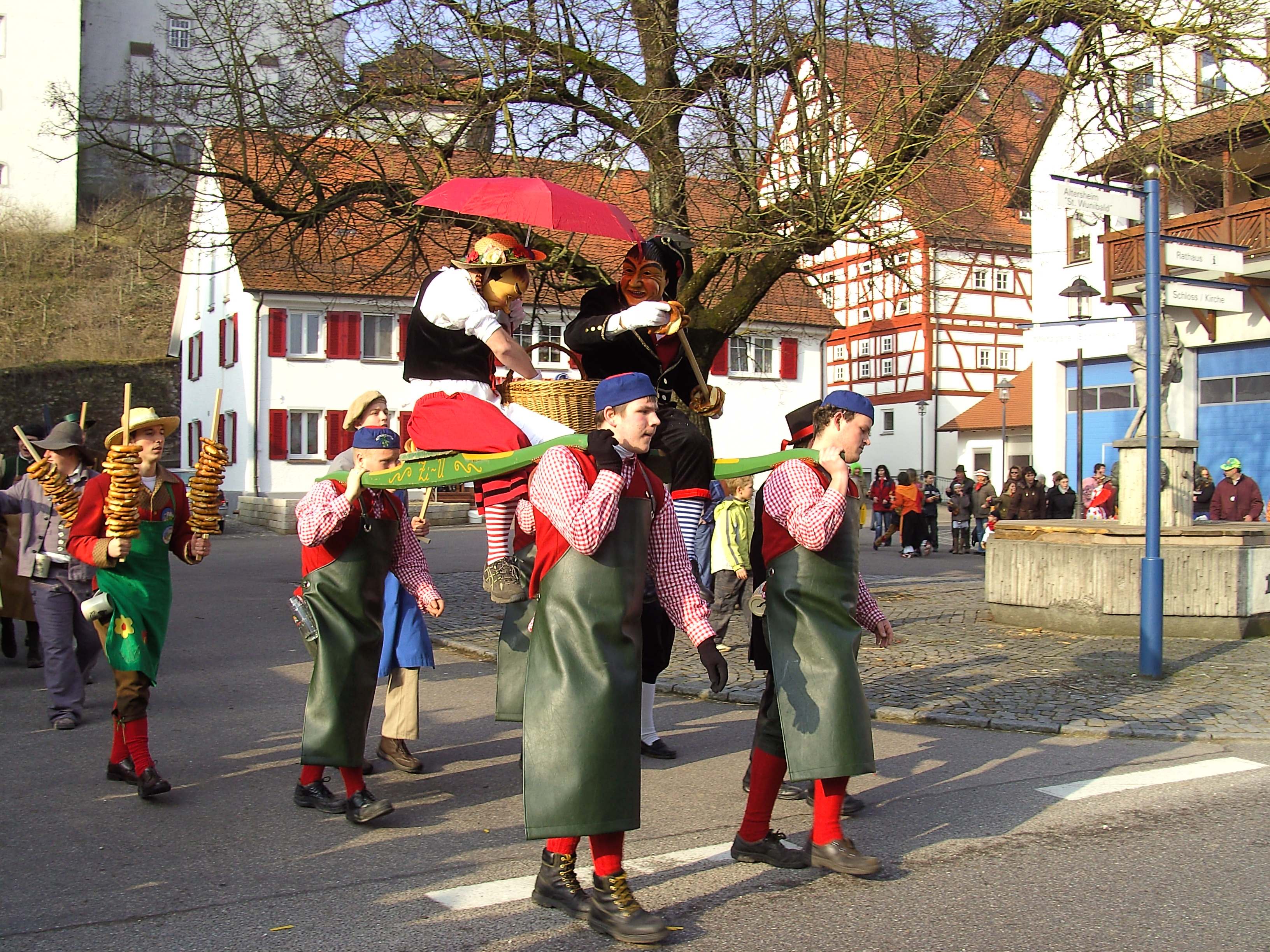
Die Bräutler am Brunnen in Scheer

Das Bräuteln (altes Wort für heiraten) ist ein traditioneller schwäbisch-alemannischer Fasnets-Brauch, der im ehemals Hohenzollerisch-Sigmaringer Gebiet gepflegt wird.

## Herkunft
Geprägt wurde das Bräuteln durch die Notjahre während und nach dem Dreißigjährigen Krieg. Nach dem Krieg konnten die wenigen übrig gebliebenen Bürger nur schwerlich ihren Lebensunterhalt bestreiten. 1649 wurden die Ausgewanderten zur Rückkehr aufgerufen, was aber meist an den finanziellen Verhältnissen scheiterte, da die Ausgewanderten, um wieder Bürger zu werden, ein Vermögen von 57 Gulden nachweisen mussten. Dies war jungen angehenden Eheleuten meist nicht möglich und deshalb unterstützten die Handwerkszünfte die Heirat. Die Zunftmeister wählten einen Obergesellen, der für die heiratslustigen Gesellen der Ansprechpartner wurde. Solch eine Hochzeit wurde dann für alle Gesellen und für die Bürger ein besonderes Fest. Im Kirchenbuch von Laiz aus dem Jahre 1659 steht folgender Eintrag: „Die Freude war groß, es haben wieder ein paar geheiratet, deshalb hat man sie auf eine Stange gesetzt und um den Narrenbrunnen herumgetragen.“ Die Fastnacht war früher auch ein beliebter Hochzeitstermin, da anschließend sexuelle Enthaltsamkeit geboten war und man auch nicht mehr feiern durfte.

## Orte mit Bräutlings- und Ledigengesellschaften
| - Ablach - Bingen - Haigerloch (alle 4 Jahre) - Inzigkofen - Jungnau | - Krauchenwies - Laiz - Laucherthal - Oberschmeien (alle 5 Jahre) - Scheer | - Sigmaringen - Sigmaringendorf - Unterschmeien (alle 10 Jahre) |

## Ablauf
In Laiz geht das Bräuteln auf die Zeit nach dem Dreißigjährigen Krieg zurück. Die Ansiedlungen der Gegend waren völlig zerstört, die Menschen blickten mit Besorgnis und wenig Hoffnung in die Zukunft. Als die ersten Männer wieder den Mut aufbrachten zu heiraten und eine Familie zu gründen, sah man dies als ein Zeichen der Hoffnung. Aus Freude über dieses positive Ereignis wurden dieselben unter freudiger Anteilnahme der Bevölkerung auf eine Stange gesetzt und um den Dorfbrunnen getragen. Dass dies sich so tatsächlich zugetragen hat und nicht nur eine Geschichte ist um irgendwie die Entstehung des Bräutelns zu ergründen, lässt sich beweisen:
Die erste urkundliche Erwähnung des Bräutelns in der uns bekannten Form geht auf das Jahr 1659 zurück. Damals war Laiz Dekanat, hier wurden die Kirchenbücher geführt. So kann man in dem ältesten Kirchenbuch den Eintrag aus dem Jahr 1659 finden:
“Die Freud war groß, es hand wieder a paar gheirotet, noch hot ma se uff a Stang gsetzt ond um da Narrabronna rumtraga”.
In den 1930er Jahren entdeckte der damalige Laizer Pfarrer Karl Winter diesen Eintrag, als er wieder einmal die Kirchenbücher durchstöberte, um für Laizer Bürger den Arier-Nachweis zu erbringen. Diese Entdeckung gab er an die Laizer Bevölkerung weiter, so dass bereits 1959 das 300-jährige Jubiläum gefeiert werden konnte. Im Jahre 1998 erhielt die Narrenzunft eine Abhandlung über die Entstehung des Bräutelns von dem ehemaligen Laizer Bürger Franz Reck, der die entsprechende Stelle im Kirchenbuch von Pfarrer Winter als Lateinschüler gezeigt bekam.
Das Bräuteln wird bis heute jeden Fasnetsmetig unter großer Anteilnahme der Bevölkerung durchgeführt und seit dem Jahre 2001 sogar wieder, wie in alten Zeiten, um den Dorfbrunnen.

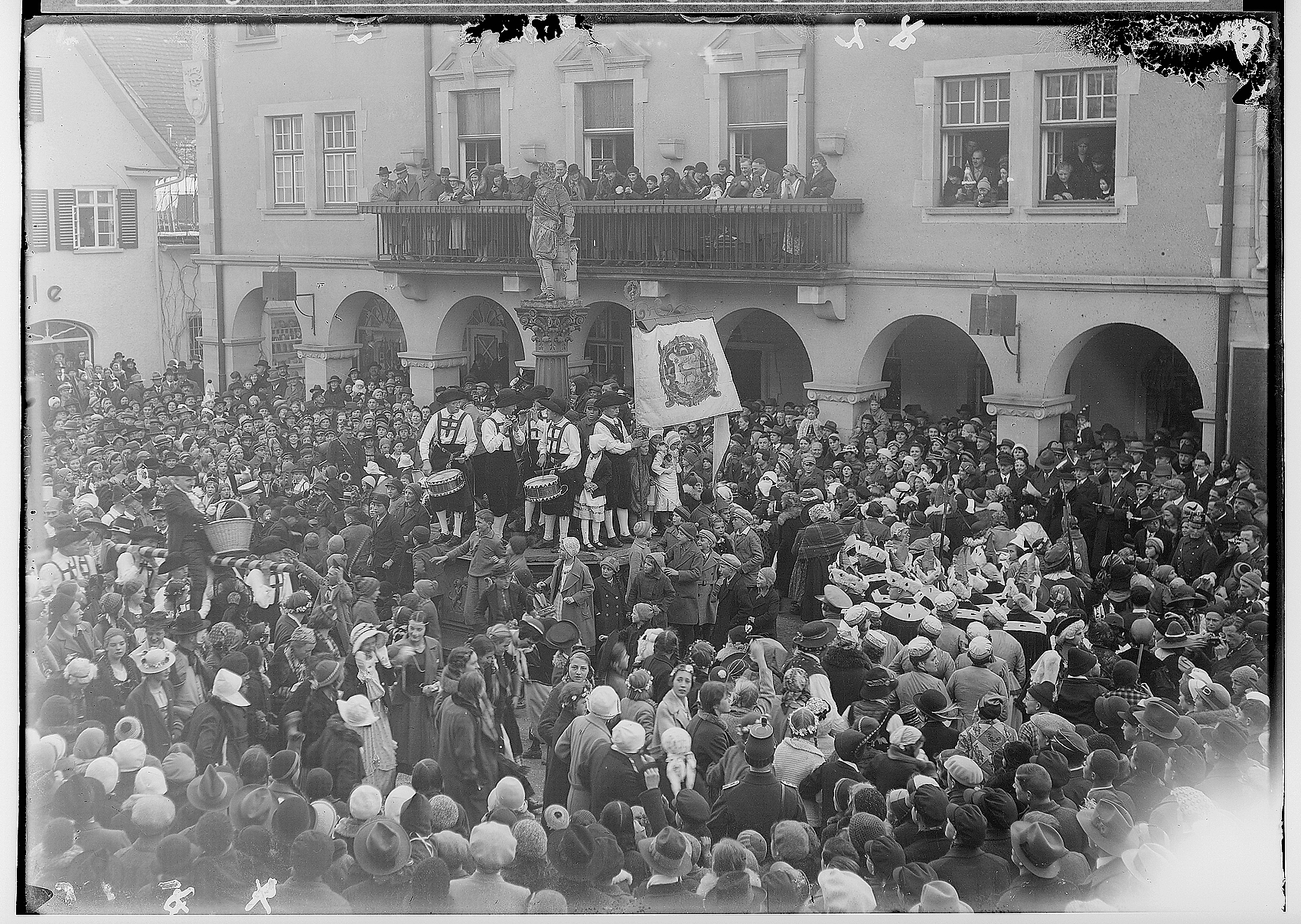
Bräuteln vor dem Sigmaringen Rathaus 1934

In Sigmaringen  werden jährlich etwa 20–30 Bräutlinge von den Bräutlingsgesellen am Fasnetsdienstagmorgen ab 10.00 Uhr um den Rathausbrunnen getragen. Gebräutelt werden Hochzeitsjubilare, frisch Verheiratete sowie verheiratete Neubürger des vergangenen Jahres.  Diese werfen aus einem Korb Süßigkeiten, Brezeln oder Würste in die umstehende Menge. Früher machte so mancher mit dem eiskalten Nass des Brunnens Bekanntschaft. Darauf wurde aus Gesundheitsgründen verzichtet – in Sigmaringen wurde es nach einigen Krankheitsfällen von der fürstlichen Herrschaft verboten. Außerdem befindet sich im Winter kein Wasser im Brunnen.
Dabei wird die Hymne der Semmerenger Fasnet gesungen:
Freut euch des Lebens - Semmerenger Mädla hand Peterla a,

älles ischt vergebens, koine kriagt koin Ma.

Ond wenn se dia Mädla mit Spitza garnieret,

ond wenn se dia Preißa am Arm romfiehret,

älles ischt vergebens, koine kriagt koin Ma!

Laizer Version:
Ond wenn se oin kriagat, noch hand se koi Bett,

no müßet se schlofa auf Herdäpfelsäck -

älles ischt vergebens - koine kriagt koin Ma.
Der Ursprungstext vom Volkslied Freut euch des Lebens (Melodie von Hans Georg Nägeli, 1794) wurde auf Sigmaringer Verhältnisse umgedichtet. „Peterla“ sind eventuell Jacken oder Perlen. Im (traditionell überlieferten) Text wird auf die preußischen Beamten und Soldaten angespielt, die nach 1849 in die Stadt kamen, als das Fürstentum die Souveränität an Preußen abgetreten hatte. Diese „bändelten“ mit Sigmaringer Mädchen an und mussten, weil sie keine eigene Wohnung hatten, dem Liedtext zufolge auf „Herdäpfelsäck“ = Kartoffelsäcken nächtigen.
In Scheer wird das Bräuteln am Fastnachtsmontag begangen. Das maskierte „Brautpaar“ kommt zum Hindenburgplatz und während sich im Städtle die Schaulustigen und sonstige närrische Leut’ versammeln, befreit der „Hanswurst“ (früher Hofnarr) in der Grundschule die Kinder vom Unterricht und rennt dann mit dem bunt bekleideten „Narrensamen“ (Narrennachwuchs) auf den Hindenburgplatz zum „Wurstschnappen“.
Mittlerweile begeben sich die Bräutler zur „Brunnenstube“ um sich mit Bier und „Gröscht’s“  zu stärken. Nach Fertigmeldung des „Großen Fasnetsnarren“ gegen 10 Uhr ruft der Obergeselle zum Fertigmachen für den Umzug auf. Die „Schneller“ postieren, schwingen ihre Karpeitschen im Dreiertakt und erzeugen dabei ein alles übertönendes Knallen.
Inzwischen formiert sich der Bräutelzug. Voraus die Musikanten, danach folgt der Zunftmeister mit dem Zunftrat. Das „Brautpaar“ wird auf den von vier Altgesellen getragenen „Prügel“ gesetzt. Der Braut wird der Korb mit den Bonbons und Orangen hinaufgereicht. Der Bräutigam erhält den Stecken (Stock) mit den Brezeln. Danach folgt der Obergeselle mit seinen Gesellen. Die Gesellen aus allen Handwerkssparten in Doppelreihe mit gefülltem Bierkrug und den Stecken mit Brezelvorrat für den Bräutigam bilden den Schluss des Bräutelzuges, welcher sich unter den Klängen des Scheerer Fasnetsmarsches über die Donaubrücke zum Bräuhaus in Bewegung setzt. Gespannt erwartet dort die versammelte Narrenschar das „Abspringen“ des Bräutigams. Besonders wacht der „Große Fastnachtsnarr“ auf ihn, denn sobald der Bräutigam sich von seiner Angetrauten löst und vom „Prügel“ springt, beginnt zwischen beiden ein Wettlauf ins Bräuhaus. Der Verlierer zahlt ein Fass Bier.
Wenn der Obergeselle später in der Stadthalle unter großem Beifall das „Brautpaar“, die „Rußler“ und den „Hanswurst“ demaskiert hat, beginnt der Brauttanz, der bis zum Nachmittag dauert. Danach verteilen sich die versammelten Bräutler in verschiedene Gasthäuser zum traditionellen „Gröschtsessen“, einem besonderen Scheerer Leckerbissen. Abends geht es dann zum traditionellen Bräutlerball.
In Krauchenwies wird dieser Brauch ebenfalls am Fasnetsdienstag in einer etwas raueren, ursprünglichen Form gepflegt. Auch hier werden Jubilare, neu Zugezogene und frisch Verheiratete gebräutelt. Während in Sigmaringen der Brunnen abgedeckt ist landet in Krauchenwies noch mancher Bräutling nach alter Tradition im Brunnen.
In Ablach wird am Fasnetsonntag gebräutelt, hierbei werden die Bräutlinge um den Narrenbaum getragen. Wie in Krauchenwies werden neu Zugezogene und frisch Verheiratete der Dorfgemeinschaft vorgestellt. Des Weiteren werden in Ablach die neu gewählten Vorstände der örtlichen Vereine und die neu gewählten Ortschafts- und Gemeinderäte sowie der Bürgermeister gebräutelt. Die Ledigengesellschaft bereitet für jeden Bräutling ein eigenes Urteil vor – welches der Dorfgemeinschaft während des Bräutelns vorgetragen wird.
Außerhalb vom Kreis Sigmaringen findet das Bräuteln seit 1860 in Haigerloch statt, das seit 1634 zu Hohenzollern-Sigmaringen gehörte. Hier findet das Bräuteln jedoch nur alle vier Jahre – jeweils im Schaltjahr – statt. In Haigerloch wird die linke Fußspitze abgewaschen. Wer sich beharrlich weigert, sich auf die Stange heben zu lassen, kann auch heute noch in den Genuss eines Vollbades kommen.